# Форт Кікомбо
Маленький форт Кікомбо розташований у місті Кікомбо, на атлантичному узбережжі Анголи, де Ріо-Кікомбо впадає в океан, у провінції Кванза-сул.

## Історія
Він розташований у невеликій бухті Кікомбо, на півдні провінції Кванза-Сул. Маленький форт Кікомбо пов'язаний з історією Нідерландів і португальської реконкісти. У 1645 році був заснований ескадрон допомоги губернатора Франсіско Сото-Майора, а пізніше, в 1648 році, ескадрон Сальвадора Коррейя, який звідти вирушив для відновлення Луанди та Анголи. Маленький форт також пов'язаний із торгівлею рабами, тому він відігравав роль вкладу та посадки рабів, які були захоплені на факторіях у внутрішніх районах, слугуючи захистом від нападів місцевих жителів, виявляючи опір окупації території Анголи і, перш за все, проти торгівлі неграми (рабами). Він був визначений як національна пам'ятка згідно з провінційним указом n. 21 від 12 січня 1924 р. Перебуває у відносно доброму стані, є державною власністю. Відповідальність за його утримання та збереження несе Міністерство культури.

## Статус Світової спадщини
22 листопада 1996 року це місце було додано до Попереднього списку Світової спадщини ЮНЕСКО в категорії «Культура».